# Pleasant Creek (Hess River)
Der Pleasant Creek ist ein rechter Nebenfluss des Hess River im kanadischen Yukon-Territorium.
Der Pleasant Creek hat eine Länge von 110 km. Er entspringt in den Selwyn Mountains auf einer Höhe von etwa 1400 m. Er strömt in überwiegend südwestlicher Richtung durch das Bergland. Der Pleasant Creek fließt am Swan Lake vorbei, der ihn speist. Wenige Kilometer später durchfließt der Pleasant Creek den 4 km langen Pleasant Lake. Schließlich trifft der Pleasant Creek auf den Hess River, 10 km oberhalb dessen Mündung in den Stewart River. Das Einzugsgebiet des Pleasant Creek umfasst 1550 km².
Im Fluss kommen u. a. folgende Fischarten vor: Cottus cognatus. Im Swan Lake wurden Hecht (Esox lucius), Heringsmaräne (Coregonus clupeaformis), Amerikanischer Seesaibling (Salvelinus namaycush), Arktische Äsche (Thymallus arcticus) und Stenodus nelma nachgewiesen.